# Gerard van Westerloo (journalist)
Gerardus Carolus Franciscus (Gerard) van Westerloo (Amsterdam, 27 januari 1943 – Schouwen-Duiveland, 5 mei 2012) was een Nederlands journalist en schrijver.

## Biografie
Van Westerloo was vanaf 1972 redacteur bij Vrij Nederland, in 1997 en 1998 hoofdredacteur van De Groene Amsterdammer, in 2004 ad-interim hoofdredacteur en reorganisator van Vrij Nederland. Tot zijn pensionering in 2008 schreef hij voornamelijk voor het inmiddels opgeheven M-magazine van NRC Handelsblad en voor het mensenrechtenmagazine Wordt Vervolgd van Amnesty International. 
In het voorjaar van 1991 maakte hij een naar eigen schatting ruim 1200 km lange voettocht kriskras door Nederland, waarover hij twaalf verslagen schreef voor Vrij Nederland, het weekblad waarvan hij toen nog medewerker was, en in het boek Voetreiziger - verslag van een tocht door Nederland. Deze uitgave kwam tot stand met steun van het Fonds voor Bijzondere Journalistieke Projecten. In het boek, dat tweemaal zoveel tekst bevat als de artikelen die tussen 13 april en 6 juli 1991 verschenen, staan ook de trajecten beschreven die niet aan bod kwamen in de verslagen in Vrij Nederland. Op 18 maart 1991 vertrok hij te Haarlem en op 25 juni 1991 kwam hij na een grote omweg via allerlei uithoeken van het land aan in Amsterdam. 
Gerard van Westerloo was een broer van Fons van Westerloo en Ed van Westerloo, die hoofdredacteur van het KRO-programma Brandpunt en het NOS Journaal was. Hij was de man van VPRO-journaliste Irene Houthuijs. Hij overleed op 5 mei 2012 aan een hartaanval.